# Kő-lik-völgyi 4. sz. üreg
A Kő-lik-völgyi 4. sz. üreg a Duna–Ipoly Nemzeti Parkban található Vértes hegységben, Csákváron lévő egyik barlang.

## Leírás
Csákvár külterületén, fokozottan védett területen helyezkedik el a barlang. Csákvár központjától Ny-ra, a Kő-lik-völgy É-i peremén, közvetlenül a gerincen, egy nagy, dolomitkonglomerátumból álló kőtömb aljában, nyílt terepen található a barlang bejárata. Legegyszerűbben a Kő-lik-völgyi 1. sz. üreg tetejétől, a sziklás, kopár völgyperemen felfelé haladva közelíthető meg. A Kő-lik-völgyi 1. sz. üregtől légvonalban pontosan 75 m-re van. Bár jelzés nem, de kijárt ösvény vezet végig a gerincen, a barlang mellett. A barlang bejárata 1,2 m széles, 0,5 m magas, természetes jellegű, ovális alakú és vízszintes tengelyirányú.
Triász dolomitkonglomerátumban húzódik az üreg. A barlang kifagyásos kőzetaprózódás és karsztvízszint alatti oldódás miatt jött létre. Kicsi, alacsony bejárata egy nagyon szűk, rókalyukszerű kuszodába vezet, mely a végén lefelé kanyarodik. Falai oldottak, és kicsi, ép, de jelentéktelen borsókövek díszítik. Engedély és barlangjáró alapfelszerelés nélkül is megtekinthető, de mivel a barlang nagyon szűk, ezért a leghátsó rész megtekintéséhez lámpa is szükséges.
1979-ben volt először Kő-lik-völgyi 4. sz. üregnek nevezve a barlang az irodalmában. Előfordul a barlang az irodalmában Kőlik-völgyi 4. sz. barlang (Kordos 1984) néven is. A Csákvár 13/c.sz. barlang név (Kordos 1979) is valószínűleg ennek a barlangnak a neve.

## Kutatástörténet
Az Alba Regia Barlangkutató Csoport által 1979-ben készített kézirat szerint a Kő-lik-völgyi 4. sz. üreg (K4) korábban nem lett az irodalomban említve. A csoport tagjai 1979. február 11-én, terepbejárás során fedezték fel. Környékén, főleg az előtte lévő lejtős terepen több hasonló, kisebb üreg található, melyeknek hossza nem éri el a 2 m-t. Ezek zegzugos, ovális szelvényű kis járatok, amelyek helyenként felszakadtak és leginkább szenilis kis forrásjáratokhoz hasonlóak. Falaikat nagyon dúsan díszítik szenilis borsókövek, melyek épek és nagyon szépek. A Kő-lik-völgyi 4. sz. üreg Csákvár szélén (Fejér megye, Bicskei járás) fekszik. A csákvári kéttornyú templomtól 285°-ra, kb. 1,6 km-re, a Kő-lik-völgy ÉK-i oldalában, közvetlenül a völgyperemen, kb. 260 m tszf. magasságban nyílik a barlang bejárata.
Megközelítése: a Kő-lik-völgyi 1. sz. üreget jobbról megkerülve kell felkapaszkodni a Kő-lik-völgyi 1. számú üreg felett húzódó völgyperemre, melyen kb. 100 m-t haladva érhető el a barlang. Alóla, a völgytalpról nem vehető észre a barlang. A völgytalpról csak sziklamászással érhető el az üreg. Megtudja mutatni Szolga Ferenc a helyi jelentőségű barlangot. Nehezen észrevehető, 1,2 m széles és 0,5–0,7 m magas bejárata a letöréstől 3–4 m-re, kis sziklatömb alatt van. A völgyre tekintő bejáratot egy 0,4 m átmérőjű pillér két részre osztja, ezért a bejáratnak csak a bal oldala járható. A jobb oldali rész egy ablakszerű kis nyílást alkot. A rókalyuk jellegű üreg befoglaló kőzete dolomitkonglomerátum. Vékony kitöltése dolomitmorzsalékból, némi humuszból és kis kődarabokból áll. A mállás miatt keletkezett üregben oldott formák is vannak.
A bejárat után 1 m-re is van egy kis kőpillér, amelynek jobb oldala mellett 2 m-ig lehet bebújni, ahol két szintre osztódik a járat, majd 0,7 m után megint járhatónak tűnik és lefelé kanyarodik, de véget ér. Hullámos, oldott jelleget mutató falain sok borsókő van. Kitöltésének felszínén apró csontok vannak, melyekből a csoporttagok mintát gyűjtöttek (mintaszám: 17/c). A mintát 1979. február 19-én átadták Kordos Lászlónak. Az üregben minden bizonnyal borz vagy róka lakik, de levedlett siklóbőr is van benne. Az üreg végén lámpát kell használni. A barlang vízszintes kiterjedése 3,5 m, magassága pedig 0,8 m. Megtörtént a további kutatásra alkalmatlan üreg bejárása, felmérése és fényképezése. A barlangban részleges gyűjtés történt. A barlangban az Alba Regia Barlangkutató Csoport tagjai 1979. február 11-én jártak és ekkor vették kataszterbe.
A kéziratba bekerült a barlang alaprajz térképe, hosszmetszet térképe és 3 keresztszelvény térképe. A térképek 1:100 méretarányban ábrázolják a barlangot. Az alaprajz térkép használatához a térképlapon jelölve van az É-i irány. Az alaprajz térképen megfigyelhető a 3 keresztszelvény elhelyezkedése a barlangban. A térképek elkészítéséhez a barlangot Szolga Ferenc, Gönczöl Imréné, Zentai Ferenc és Widermann Tibor mérték fel 1979. február 11-én. A térképeket 1979. február 23-án rajzolta Szolga Ferenc. A kéziratban látható Csákvár nyugati részének térképe (kb. 1:25.000 méretarány). A térképen jelölve van az É-i irány. A térképen megfigyelhető a Kő-lik-völgyi 4. sz. üreg (a térképen: K4) földrajzi elhelyezkedése.
A kéziratban van öt olyan fénykép, amelyek szemléltetik a barlangot. Az első fényképen a Kő-lik-völgy látképe látható. A fénykép a csákvári temető Ny-i végén készült. A fényképen jelölve van a Kő-lik-völgyi 4. sz. üreg helye. A második fényképen hegy lábától fényképezett látkép figyelhető meg. A fényképen jelölve van a Kő-lik-völgyi 4. sz. üreg helye. A harmadik fényképen a barlang kis sziklatömbje, a negyedik fényképen pedig a barlangtól látható környezet figyelhető meg. Az ötödik fényképen az üregtől a völgytalp felé eső terület van megörökítve. A fényképeket Zentai Ferenc készítette.

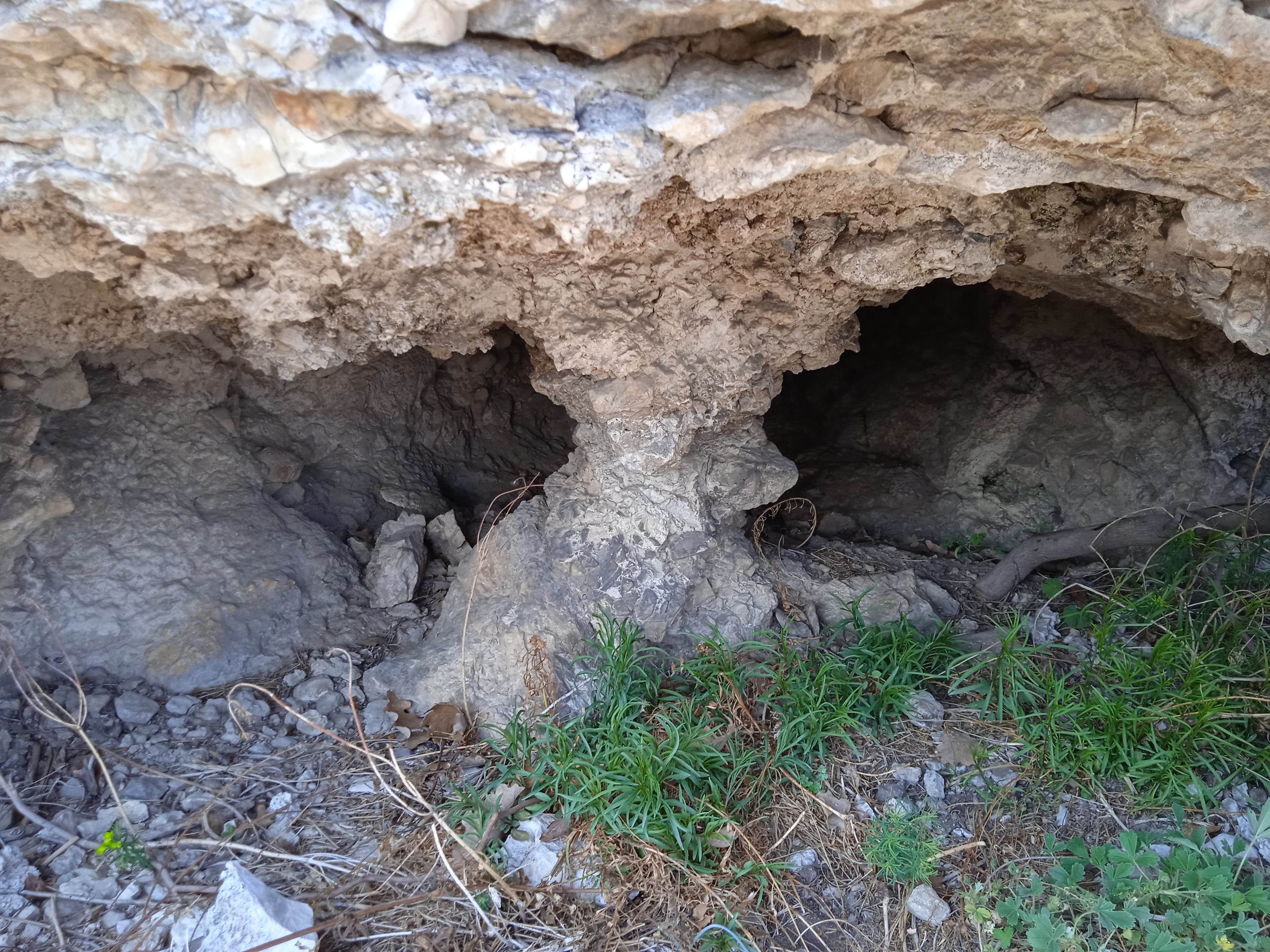
A Kő-lik-völgyi 4. sz. üreg belseje

Az 1979. évi MKBT Beszámolóban napvilágot látott, Kordos László által írt összeállításban az olvasható, hogy a Csákvár 13/c.sz. barlangból 1979-ben az Alba Regia Barlangkutató Csoport gyűjtött Zebrina detrita (zebracsiga), Gastropoda indet. (csiga), Aves indet. (madár), Talpa europaea (vakond) és Glis glis (nagypele) maradványokat (MÁFI Gy. sz.: 1979/13). A leletek a holocénből származnak.
Az 1984-ben kiadott, Magyarország barlangjai című könyv országos barlanglistájában szerepel a Vértes hegység barlangjai között a barlang Kőlik-völgyi 4. sz. barlang néven. A listához kapcsolódóan látható a Dunazug-hegység barlangjainak földrajzi elhelyezkedését bemutató 1:500 000-es méretarányú térképen a barlang földrajzi elhelyezkedése. A Béni Kornél és Viszló Levente által írt, 1996-ban napvilágot látott könyvben szó van arról, hogy a Csákváron lévő Kő-lik-völgyben 11 barlang van. A Kő-lik mellett, egymáshoz viszonylag közel sok további üreg helyezkedik el. Ezek az üregek dolomitkonglomerátumban és dolomitbreccsában jöttek létre. A Balogh-völgyi 1. sz. odú és a Balogh-völgyi 2. sz. odú minden tekintetben hasonló a Kő-lik-völgy barlangjaihoz. A Fáni-völgyben megfigyelhető sok barlang miatt a Fáni-völgy a Kő-lik-völgyhöz hasonló. Ugyanolyan dolomitbreccsa a felépítő kőzet is. A Fáni-völgyben lévő barlangok kialakulásának esetében is a fagyaprózódásos kimállás játszotta a főszerepet.
A barlang 2003. május 2-án, BTI kataszteri felvétel alapján készült nyilvántartólapja szerint a 4521-30 barlangkataszteri számú Kő-lik-völgyi 4. sz. üreg a Vértes hegységben lévő Csákváron (Fejér megye) található. Az üreg bejáratának koordinátái (Trimble Geoexplorer 3): X: 604392, Y: 228205, Z: 272. Hegygerincen, nyílt terepen van a barlang 1,2 m széles, 0,5 m magas, természetes jellegű, ovális alakú és vízszintes tengelyirányú bejárata. A részletesen felmért barlang 4 m hosszú, 1,9 m függőleges kiterjedésű, 1,1 m magas, 0,8 m mély és 3,5 m vízszintes kiterjedésű. Triász dolomitban, konglomerátumban húzódik az üreg. A barlang kialakulását előkészítette a tektonika. Az üreg kifagyásos kőzetaprózódás és karsztvízszint alatti oldódás miatt jött létre. A sziklaodú térformájú barlang aljzata vízszintes, és jellemző szelvénytípusa a szabálytalan.
Az üregben borsókő figyelhető meg. Szervetlen, helyben keletkezett törmelékkitöltése kőzettörmelékből áll. Alga, pók és rovar fordul elő benne. Tematikus feldolgozás: irodalom, térkép, fénykép, leírás. 1979-ben lett először említve a barlang az irodalomban (Alba Regia Barlangkutató Csoport kataszteri felvétel). Ekkor a csoport elkészítette a barlang térképét és részletes leírását. A kissé megváltoztatott barlang áthalmozott aljzatú és ásványkiválásai gyakorlatilag érintetlenek. A könnyű sétával megközelíthető, könnyen járható barlang megtekintéséhez nem szükséges engedély. Illetékes természetvédelmi hatóság: Duna–Ipoly Nemzeti Park Igazgatóság. A barlang felszínének védettsége: Vértesi Tájvédelmi Körzet (19/1976. OTvH határozat). A barlangot veszélyeztető tényezők: turizmus, hulladék. Egri Csabáék kataszterezéskor nagyon sok szemetet találtak az üregben, ami a barlang mellett haladó ösvény miatt van. Az 1979-ben készült leíráshoz viszonyítva a barlang állapota kissé megváltozott, mert a sok túrázó miatt jelenleg sok szemét van a barlangban. Az akkor még állatok számára kedvelt búvóhelyet az állatok jelenleg nem használják a forgalmas útvonal miatt.